# 김율희
김율희(1997년 11월 27일 ~ )는 대한민국의 전 가수이자 방송인이다. 2014년 걸그룹 라붐의 멤버로 연예계에 데뷔하였으며, 그룹에서 메인 댄서와 래퍼를 담당하였다. 솔빈과 함께 그룹에서 나이가 가장 어린 막내라인에 속했으며, 동세대 걸그룹 메인댄서들 사이에서도 뒤지지 않는 뛰어난 댄스 실력으로 팬들의 주목을 받으며 많은 인기를 얻었다.

## 데뷔 이전
경기도 부천시에서 태어났다. 형제로는 2살 터울의 여동생과 15살 터울의 남동생이 있으며, 어린 시절 집안 형편이 그리 좋지 못했던 것으로 전해진다. 율희의 부친은 <살림하는 남자들> 방송분에서 율희가 집에 자신의 방이 없어, 율희의 방을 직접 꾸며주고 싶어 택배 일을 시작했다며 어려웠던 시절을 회상하기도 했다. 초등학교는 1년 입학유예로, 2005년에 입학하였다. 
어릴 때부터 춤과 노래를 좋아했던 율희는 초등학교에 진학한 이후에도 춤과 노래에 흠뻑 빠져살았고, 이를 본 율희의 어머니가 직접 오디션을 권유해 중학교 2학년이었던 2012년 NH미디어에 연습생으로 들어가게 된다. 이 후 NH미디어에서 2년여간 연습생 생활을 하며 데뷔 준비를 했고, 연습생 시절에는 같은 소속사 선배였던 임창정의 <문을 여시오> 뮤직비디오 출연과 유키스의 노래에 랩 피쳐링을 하기도 했다.
2014년 라붐의 데뷔조가 최종적으로 정해졌고 율희는 메인 댄서이자 메인 래퍼로 합류에 성공, 같은 해 8월 라붐의 멤버로 가요계에 정식 데뷔하게 된다. 율희는 데뷔 후 가진 인터뷰에서 보컬과 랩 사이에서 고민이 많았으나 소속사 직원이 랩이 어울린다며 직접 래퍼로 포지션을 정해줬다고 답했다. 

## 사생활
2017년 9월 22일, FT아일랜드의 드러머 최민환과의 열애설이 불거졌고 두 사람은 열애설 보도 다음 날 이를 인정하였다. 율희는 열애 인정 두 달 후인 2017년 11월 3일, 라붐에서 공식적으로 탈퇴하였으며 라붐은 다음 날인 11월 4일 열리는 '2017 드림콘서트 평창' 스케줄부터 5인 체제로 활동하게 되었다. 라붐을 탈퇴하며 소속사였던 NH미디어와의 계약도 해제한 율희는 연예계 활동에 뜻이 없다고 밝히며 활동을 중단했다. 2018년 1월 5일, 최민환과 공식적으로 혼인신고를 하여 법적 부부가 되었으며 5월 18일 첫째 아들 최재율을 출산하였다. 아들 출산 5개월 뒤인 2018년 10월 19일, 최민환과 서울 모처에서 결혼식을 올렸으며 FT아일랜드, AOA, 씨엔블루 등이 하객으로 참석하였다.
라붐 탈퇴 후 연예계와 거리를 둔 체 1년여간 출산과 결혼 등 개인적인 일에 전념하던 율희는 2018년 12월, 최민환과 함께 KBS 2TV의 토요 예능 프로그램 <살림하는 남자들>로 방송 복귀를 선언했다. 살림하는 남자들의 높은 시청률과 더불어 율희의 인지도는 그룹 활동 시절에 비해 폭발적으로 올라갔고 이 후 율희는 유튜브 채널 '율희의 집' 을 개설하고 라디오 스타, 해피투게더, 대한외국인 등 각종 예능 프로그램에 출연하며 방송인으로 자리잡았다. 2020년 2월 쌍둥이 딸 최아린, 최아윤을 출산했다.
최민환이 2020년 2월 상근예비역으로 입대한 이후에는 살림남 출연을 중단, 최민환의 전역 때까지 개인 유튜브 방송과 패션뷰티, 홈케어 브랜드 사업 등에 전념하였고, 최민환이 전역한 이후인 2021년 9월부터 살림하는 남자들 출연을 재개했다.

## TV 프로그램
- KBS 2TV 《출발 드림팀》 (2014년 11월 30일)
- SBS 《놀라운 대회 스타킹》 (2015년 3월 14일)
- KBS 2TV 《출발 드림팀》 (2015년 3월 29일)
- KBS 2TV 《출발 드림팀》 (2015년 11월 22일)
- KBS 2TV 《대국민 토크쇼 안녕하세요》 (2015년 12월 13일)
- KBS 2TV 《뮤직뱅크》 - 특별 MC (2016년 1월 15일)
- KBS 2TV 《출발 드림팀》 (2016년 4월 2일)
- KBS 2TV 《비타민》 (2016년 4월 21일)
- SBS 《놀라운 대회 스타킹》 (2016년 5월 14일)
- JTBC 《걸스피릿》 (2016년 8월 23일)
- KBS 2TV 《살림하는 남자들》 (2018년 11월 28일 ~ 2020년 2월 26일)
- KBS 2TV 《2018 KBS 연예대상》 (2018년 12월 22일)
- KBS 2TV 《해피투게더》 (2019년 4월 25일)
- JTBC 《한끼줍쇼》 (2019년 11월 14일)
- KBS 2TV 《2019 KBS 연예대상》 (2019년 12월 21일)
- MBC 《황금어장 라디오 스타》 (2020년 4월 29일)
- KBS 2TV 《살림하는 남자들》 (2020년 5월 16일)
- MBC 에브리원 《대한외국인》 (2021년 5월 19일)
- KBS 2TV 《살림하는 남자들》 (2021년 9월 25일 ~ 2022년 11월 19일)
- KBS 2TV 《2021 KBS 연예대상》 (2021년 12월 25일)
- MBCNET 《어쩌다 마주친》 (2022년 4월 29일 ~ 8월 12일)
- 채널A 《오은영의 금쪽상담소》 (2022년 12월 9일)
- TV조선 《이제 혼자다》 (2024년 10월 8일 ~ 12월 16일)

## 수상 및 후보
| 연도 | 시상식                    | 부문                             | 작품                   | 결과 |
| ---- | ------------------------- | -------------------------------- | ---------------------- | ---- |
| 2019 | 제24회 소비자의 날 시상식 | 올해의 예능 가족상 (with 최민환) | 살림하는 남자들 시즌 2 | 수상 |
| 2019 | KBS 연예대상              | 핫이슈 예능인상 (with 최민환)    | 살림하는 남자들 시즌 2 | 수상 |